# Альвальді (супутник)
Альвальді також S/2004 S 35 — природний супутник Сатурна. Відкритий Скоттом Шеппардом, Девідом Джуїттом та Дженом Кліна 8 жовтня 2019 року після спостережень, проведених у період з 12 грудня 2004 року по 25 лютого 2006 року. Постійну назву було присвоєно у серпні 2021 року. 24 серпня 2022 року був названий на честь Альвальді, йотуна зі скандинавської міфології.
Діаметр Альвальді — близько 5 км, велика піввісь — 21 953 200 км, орбітальний період — 1208,1 земної доби, обертається навколо Сатурна з прямим напрямком під нахилом 176,4° до площини екліптики, ексцентриситет орбіти — 0,182.